# Ride the Lobster
Ride the Lobster byl závod na jednokolkách. Byl uspořádán v kanadské provincii Nové Skotsko a jeho délka dosahovala 800 kilometrů. Šlo o nejdelší jednokolkový závod na světě. Start závodu se konal 16. června 2008. Byl rozdělen do pěti etap v pěti dnech a účastnili se jej závodníci z různých zemí celého světa, například z Austrálie, Singapuru a Dánska. Celkem se jej účastnilo 104 jezdců z 35 týmů z patnácti zemí světa. Závod začal ve městě Yarmouth a první etapa končila v Annapolis Royal. Druhá následně vedla do St. Margarets Bay, třetí byla rozdělena do dvou závodů, dopolední končil v obci Hubbards a odpolední ve městě Truro. Čtvrtá etapa následně končila v Antigonish a poslední ve vesnici Baddeck. Závod vyhrál čtyřčlenný německý tým German Speedsters. Přestože byl závod původně koncipován tak, že se bude konat každoročně, druhý ročník nikdy nebyl uspořádán.